# Resulja
Resulja (prosinac, mrkvjela, bingulja, lat. Mercurialis),  Rod ljekovitih jednogodišnjeg raslinja i trajnica iz porodica Euphorbiaceae. latinsko ime roda dolazi po bogu Merkuru, koji je otkrio ljekovitost biljke.
Od 12 priznatih vrsta koji su rašireni po Europi, Aziji i sjevernoj Africi, u Hrvatskoj rastu tri: jednogodišnji prosinac (M. annua), jajoliki prosinac (M. ovata) i višegodišnji prosinac ili višegodišnja resulja (M. perennis), čiji su mladi listovi u sirovom stanju otrovni, ali nakon kuhanja postaju jestivi, i djeluju blago purgativno.

## Vrste
1. Mercurialis annua L.
2. Mercurialis canariensis Obbard & S.A.Harris
3. Mercurialis corsica Coss. & Kralik
4. Mercurialis elliptica Lam.
5. Mercurialis huetii Hanry
6. Mercurialis leiocarpa Siebold & Zucc.
7. Mercurialis × longifolia Lam.
8. Mercurialis ovata Sternb. & Hoppe
9. Mercurialis × paxii Graebn.
10. Mercurialis perennis L.
11. Mercurialis reverchonii Rouy
12. Mercurialis tomentosa L.

## Vanjske poveznice
|  | Zajednički poslužitelj ima još gradiva o temi Mercurialis |
|  | Wikivrste imaju podatke o taksonu Mercurialis             |